# یایا ساماکه
یایا ساماکه (انگلیسی: Yaya Samaké؛ زادهٔ ۳ مهٔ ۱۹۹۹) بازیکن فوتبال اهل مالی است.